# فهد عوض
فهد عوض شاهين الفضلي  ، من مواليد 26 فبراير 1985 ، لاعب كرة قدم كويتي سابق.
و قد بدأ مسيرته الكروية مع نادي الكويت.
ولعب مع منتخب الكويت لكرة القدم.
وهو حاليًا يشغل منصب مدير منتخب الكويت لكرة القدم.

## روابط خارجية
- فهد عوض على موقع الاتحاد الدولي (مؤرشف)  (الإنجليزية)
- فهد عوض على موقع قاعدة بيانات كرة القدم.إي يو (الإنجليزية)
- فهد عوض على موقع ناشيونال فوتبول تيمز (الإنجليزية)
- فهد عوض على موقع Soccerway.com (الإنجليزية)
- فهد عوض على موقع كووورة